# Acérola
Malpighia emarginata
Espèce
Classification APG II (2003)
L’acérolier ou cerisier-pays aux Antilles et à la Réunion (Malpighia emarginata) est une espèce de plantes à fleurs de la famille des Malpighiaceae. C'est un arbuste dont le fruit est appelé acérola, cerise des Antilles , cerise pays à la Réunion ou cerise de la Barbade, de par sa ressemblance à la cerise.
L’acérolier est un arbuste, de 1 à 6 m de hauteur, donnant des fruits charnus à noyaux (des drupes), d’un rouge écarlate, très juteux.
Il est originaire de la zone allant du Mexique au nord de la Colombie et a été introduit à Cuba, en République Dominicaine, Équateur, Pérou, Nouvelle-Calédonie, Inde, Brésil, etc.
Son fruit, l’acérola, contient de nombreuses vitamines mais c’est sa richesse en vitamine C qui a fait sa réputation. La vitamine C procure à l’acérola une forte capacité antioxydante mesurée par les méthodes ABTS•+ et FRAP, plus que par la méthode DPPH associée à la teneur en composés phénoliques (qui est relativement plus faible que pour d’autres fruits).
Le jus d’acérola est vendu en supermarchés en conteneur de carton comme le jus d’orange (aux Antilles françaises). Le Brésil est le principal producteur et exportateur mondial.

## Nomenclature et étymologie
L’espèce a été décrite et nommée Malpighia emarginata par Augustin Pyramus de Candolle en 1824 dans Prodromus Systematis Naturalis Regni Vegetabilis 1: 578.
Le nom de genre Malphighia a été donné par Carl Linné en l’honneur de Marcello Malpighi (1628-1694), un biologiste et médecin italien qui contribua à la description de la physiologie animale et à l’anatomie cellulaire des végétaux.
L’épithète spécifique emarginata vient du latin emarginatus « sans marge » qui renvoie à une caractéristique spécifique de la feuille, qui peut présenter un bord avec une petite échancrure ou encoche.
En espagnol acerola désigne cette plante (et son fruit, selon le contexte) en Amérique, mais aussi une autre en Espagne : l'azérole (Crataegus azarolus). Son nom a été donné à la plante américaine par les colons espagnols sur la base d'une ressemblance extérieure entre leurs fruits. Il vient de l'arabe « 'az-zou`roûr - الزعرور » (azérole).

## Synonymes
Selon POWO, il existe 7 synonymes hétérotypiques
- Malpighia berteroana Spreng. dans Syst. Veg., éd. 16. 2: 383 (1825)
- Malpighia lancifolia (Nied.) F.K.Mey. à Phanerog. Monogr. 23: 222 (2000)
- Malpighia punicifolia var. lancifolia Nied. dans Général Malpighia: 8 (1899)
- Malpighia punicifolia var. obovata Nied. dans Général Malpighia: 8 (1899)
- Malpighia punicifolia var. vulgaris Nied. dans Général Malpighia: 8 (1899)
- Malpighia retusa Benth. dans Bot. Voy. Soufre: 74 (1844)
- Malpighia umbellata Rose in Contr. U.S. Natl. Herb. 1: 310 (1895)

Espèces proches
- Malpighia glabra : l’espèce proche Malpighia glabra, originaire de l’extrême sud du Texas, est rarement cultivée comme arbuste ornemental au Texas, mais de nombreuses plantes vendues sous ce nom sont en fait M. emarginata. 
Malpighia emarginata ressemble à Malpighia glabra, mais ses feuilles sont généralement arrondies ou obtuses à l’apex et souvent émarginées ou apiculées, et certaines paires de feuilles sont entassées en pousses denses avec des entre-nœuds très courts, tandis que d’autres sont séparées par des entre-nœuds beaucoup plus longs (contre tous plus ou moins régulièrement espacés chez M. glabra)[4].

- Malpighia martinicensis : l’espèce proche et endémique des Petites Antilles, Malpighia martinicensis, pousse dans les forêts sèches du littoral. Elle se distingue par ses jeunes feuilles aux poils raides et sa cerise plus petite[2].

## Description
Arbuste (ou arbrisseau) de 1 à 6 m de hauteur, à feuillage persistant de la famille des Malpighiaceae.
Les feuilles sont opposées, largement elliptiques ou ovales et terminées par une pointe aiguë ; les limbes les plus grands font de 3–10 cm de long sur 1,5–5 cm de large.
Les fleurs portent des pétales de couleur rose à rouge, ou blanc et rose lavande, les styles sont presque droits. Elles sont groupées en inflorescences axillaires de 4–10 cm de long.
Le fruit de l'acérola est une drupe d’un rouge éclatant, de 7–13 mm de diamètre, sphéroïde. Elle est globuleuse, un peu aplatie aux pôles, et a un aspect bosselé (trilobée). Elle renferme une pulpe jaune, molle, très juteuse de saveur sucrée aigrelette. Elle cache 3 noyaux triangulaires. Elle est comestible, de goût acidulé. Les fruits arrivent à maturité peu de temps après la floraison. Sensibles à la chaleur, leur conservation nécessite de grandes précautions.
La floraison s’étale de septembre à avril. La fructification d’octobre à mai.

## Distribution et habitat
L’aire de répartition indigène de Malpighia emarginata s’étend du Mexique au nord de la Colombie : Belize, Colombie, Salvador, Guatemala, Honduras, Golfe du Mexique, Mexique Nord-Est, Mexique Nord-Ouest, Mexique Sud-Est, Mexique Sud-Ouest, Nicaragua (POWO).
Il a été introduit à Aruba, îles Cayman, Cuba, République Dominicaine, Équateur, Haïti, Jamaïque, Antilles néerlandaises, Nouvelle-Calédonie, Pérou, Trinité-et-Tobago, Venezuela Antilles vénézuéliennes, Windward est. Actuellement, les plus grandes plantations se trouvent en Amérique du Sud, en Inde et au Brésil (De Assis et al., 2009)
Il croît dans les bosquets en bordure de route, les plaines sablonneuses, entre 0 et 100 m d’altitude. Il vit dans les zones de rusticité USDA 10 à 12.

## Composition
L’acérola contient de nombreuses vitamines (pro-vitamine A, vitamines B1, B2, B3) mais surtout de la vitamine C, à une teneur 20 à 100 supérieure à celle de l’orange. Le fruit peut être surgelé sans perte de sa vitamine C. Le contenu de 100 g d’acérola avec seulement 9,4 % d’eau, est hautement calorique (332 kcal). Il est composé de 3,2 g de lipide, 16,94 g de protéine, et 52,24 g de glucide. Il est très riche en fibres alimentaires (26,5 %) et en acide ascorbique (66 mg/g).
Les composés bioactifs (composés phénoliques, anthocyanes, flavonoïdes, etc.) sont des composés phytochimiques non nutritifs qui sont étudiés en raison de leur liaison à une diminution des risques de maladies chroniques.
Il n’y a pas de mesures absolues mais un grand nombre de méthodes et d’indices disponibles pour analyser les propriétés pharmacologiques de ces composés - ce qui rend les interprétations difficiles. Nous nous appuierons plutôt sur l’étude comparative de M. Rufino et al., qui comparent 18 fruits tropicaux du Brésil en nous limitant à une comparaison des bio-activités de l’acérola et de l’açaï (fruit du palmier Euterpe oleracea).
Selon l’analyse de Rufino et al, la pulpe d’acérola et d’açaï comportent les composés bioactifs suivants :
| Composés bioactifs mg/100 g de matière fraiche (MF) |            |                  |                    |                   |            |
| Fruit                                               | Vit. C     | Anthocyanes tot. | Flavonoïdes jaunes | Caroténoïdes tot. | Humidité   |
| Acérola                                             | 1357 ± 9,5 | 18,9 ± 0,9       | 9,6 ± 1,4          | 1,4 ± 0,1         | 91,0 ± 0,2 |
| Açaï                                                | 84.0 ± 10  | 111 ± 30,4       | 91,3 ± 20,6        | 2,8 ± 0,4         | 84,1 ± 2,8 |

L’acérola est bien plus riche en vitamine C que l’açaï, cependant il a des teneurs plus faibles en anthocyanes, flavonoïdes et caroténoïdes. Les anthocyanes sont des composés aux couleurs vives responsables d’une grande partie de la coloration rouge, bleue et violette des fruits, comme de la coloration noir violacé de l’açai. Dans le tableau ci-contre de Dembitsky, les caroténoïdes ont été déterminés sur deux génotypes d’acérola récoltés dans une plantation brésilienne, comportant du β-carotène (265–1 669 μg/ 100 g MF) précurseur de la vitamine A, de la lutéine (37–100 μg/ 100 g MF), β-cryptoxanthine, et α-carotène.
La cerise des Antilles est très périssable, elle se mange aussitôt cueillie. En jus, compote, gelée et punch, sa saveur s'adoucit avec le sucre.
Le fruit de l'acérola est commercialisé comme un superfruit, notamment aux États-Unis, car il contient 20 à 30 (voire 100) fois plus de vitamine C que l'orange,,. Ceci en fait un des fruits les plus riches en vitamine C, après le fruit du Terminalia ferdinandiana (50x) et celui du Camu-Camu (Myrciaria dubia) (30-40x) . 
Il faut toutefois avoir en tête que la composition nutritionnelle de la pulpe d'acérola peut beaucoup varier en fonction des conditions de culture, de la variété et du stade de maturité du fruit, ainsi que des méthodes de préparation, de stockage et de traitement.
Il contient de la vitamine B5, de la vitamine A ainsi qu'une grande quantité de manganèse.
L'acérola contient également des vitamines du groupe B (thiamine, riboflavine, pyridoxine), ainsi que des antioxydants, notamment flavonoïdes, anthocyanines ainsi que des caroténoïdes.

## Potentiels thérapeutiques
Le potentiel antioxydant de l'acérola peut être dû à la présence de niveaux élevés de vitamine C et de flavonoïdes tels que la rutine.
La capacité antioxydante a été mesurée par plusieurs méthodes par Rufino et al: le test ABTS•+, par piégeage des radicaux libres DPPH•, le test FRAP par le pouvoir réducteur ferrique.
| Polyphénols et capacité antioxydante d’extraits aqueux-organiques de matière fraiche |                                     |                       |                      |                   |
| Fruit                                                                                | Polyphénol extractable mg GAE/100 g | DPPH. EC50 (g/g DPPH) | ABTS•+ μmol TROLOX/g | FRAP μmol F2SO4/g |
| Acérola                                                                              | 10,28 ± 77,7                        | 49,2 ± 2,5            | 953 ± 34,1           | 1996 ± 47         |
| Açaï                                                                                 | 3268 ± 527                          | 598 ± 164             | 64,5 ± 19,2          | 220 ± 32,9        |

L’acérola a une teneur beaucoup plus faible en composés phénoliques que l’açaï, ce que reflète un indice antioxydant DPPH bien plus faible. L’acérola indique une association entre la capacité antioxydante et la vitamine C. En revanche, les indices ABTS et FRAP de l’acérola sont très supérieurs à ceux de l’açaï (que les calculs soient faits sur la matière fraîche ou la matière sèche).
La méthode DPPH peut être utilisée couramment avec des extraits organiques aqueux contenant des composés hydrophiles et lipophiles. Les méthodes FRAP et ABTS sont généralement indiquées pour les composés hydrophiles.
Daniela Leffa et al ont étudié les effets antioxydants du jus d’acérola et ses principaux composants pharmacologiquement actifs, la vitamine C et la rutine, lorsqu’ils sont administrés comme compléments alimentaires à des souris ayant été nourries par un « régime de cafétaria » (CAF, fait de produits de supermarché à haute teneur énergétique, très riches en graisses saturées et en glucides). Après 13 semaines du régime de cafétaria, il a été constaté une augmentation les dommages oxydatifs aux protéines et aux lipides dans le cortex, l’hippocampe, le foie, les reins et le cœur des animaux. Dans le mois suivant, les souris ont reçu des suppléments faits de jus d’acérola, ou de vitamine C ou de rutine. Les chercheurs ont alors observé que le jus d’acérola avait des effets antioxydants bénéfiques dans l’hippocampe.

## Production

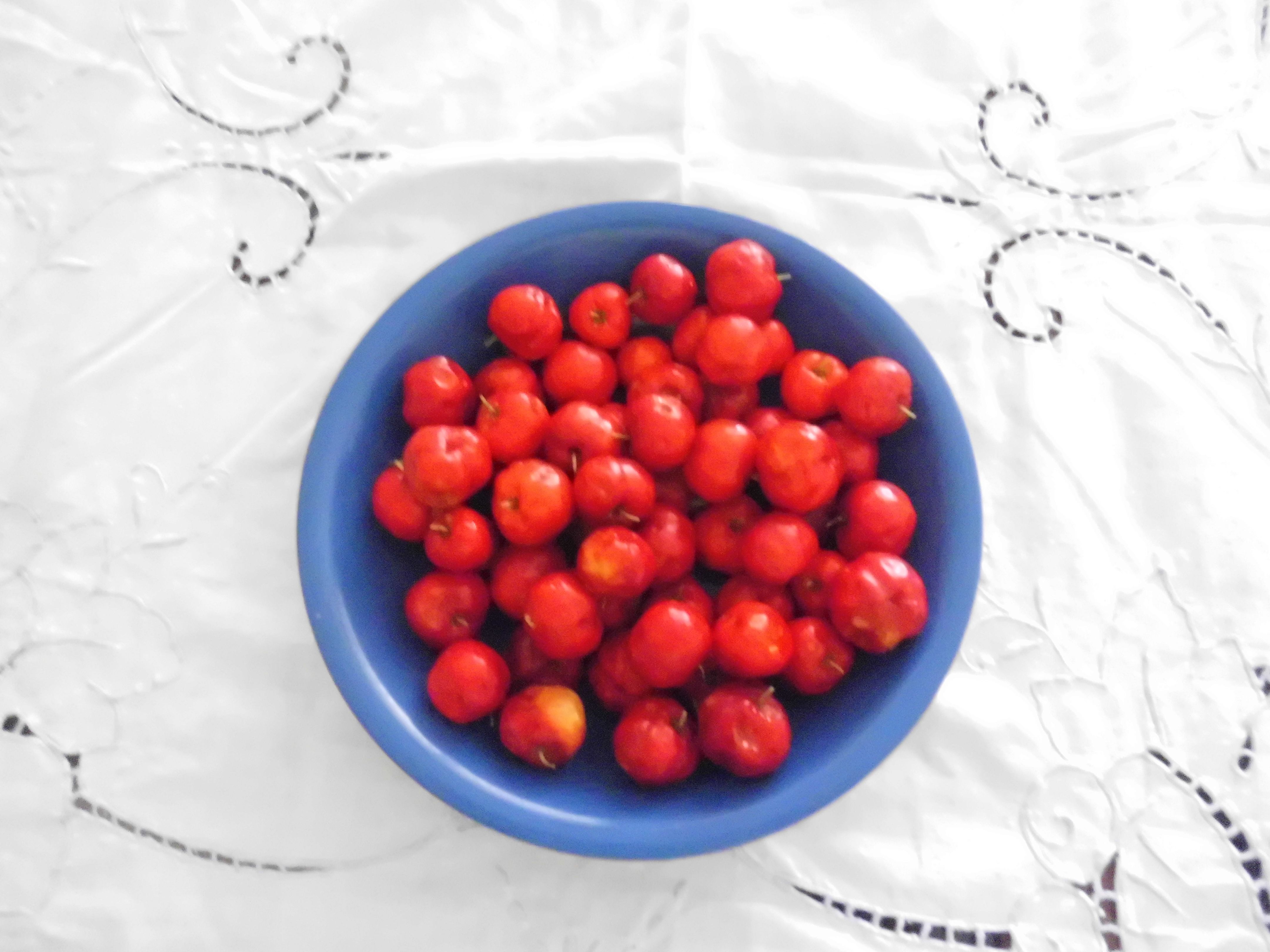
Acérola.

Le Brésil est le plus gros producteur d'acérola au monde et c’est aussi le premier exportateur. En 2017, l'Institut brésilien de géographie et de statistiques (IBGE) a estimé la production à près de 61 000 tonnes dans le pays, principalement dans la région du Nord-Est du pays, le  Pernambuco étant le principal État producteur.
On trouve sa production également au Mexique, en Amérique centrale, dans les Caraïbes, (République Dominicaine), en Amérique du Sud jusqu'au Pérou, ainsi que dans les régions les plus méridionales des États-Unis (sud de la Floride et basse vallée du Rio Grande au Texas) ou à Porto Rico, territoire des États-Unis, qui est un producteur notable d’acérola.

## Utilisations
Les fruits sont consommés, dans la plupart des cas, sous forme de jus, vendu en brick de carton dans les supermarchés des Antilles. Le fruit de l'acérola est aussi utilisé sous forme de poudre.